# Saint-Loup-de-Varennes
Saint-Loup-de-Varennes is een gemeente in het Franse departement Saône-et-Loire (regio Bourgogne-Franche-Comté) met op 1 januari 2022 1.249 inwoners, die Saint-Lupéens worden genoemd. De plaats maakt deel uit van het arrondissement Chalon-sur-Saône.

## Geografie
De oppervlakte van Saint-Loup-de-Varennes bedroeg op 1 januari 2022 8,32 vierkante kilometer; de bevolkingsdichtheid was toen 150,1 inwoners per km².

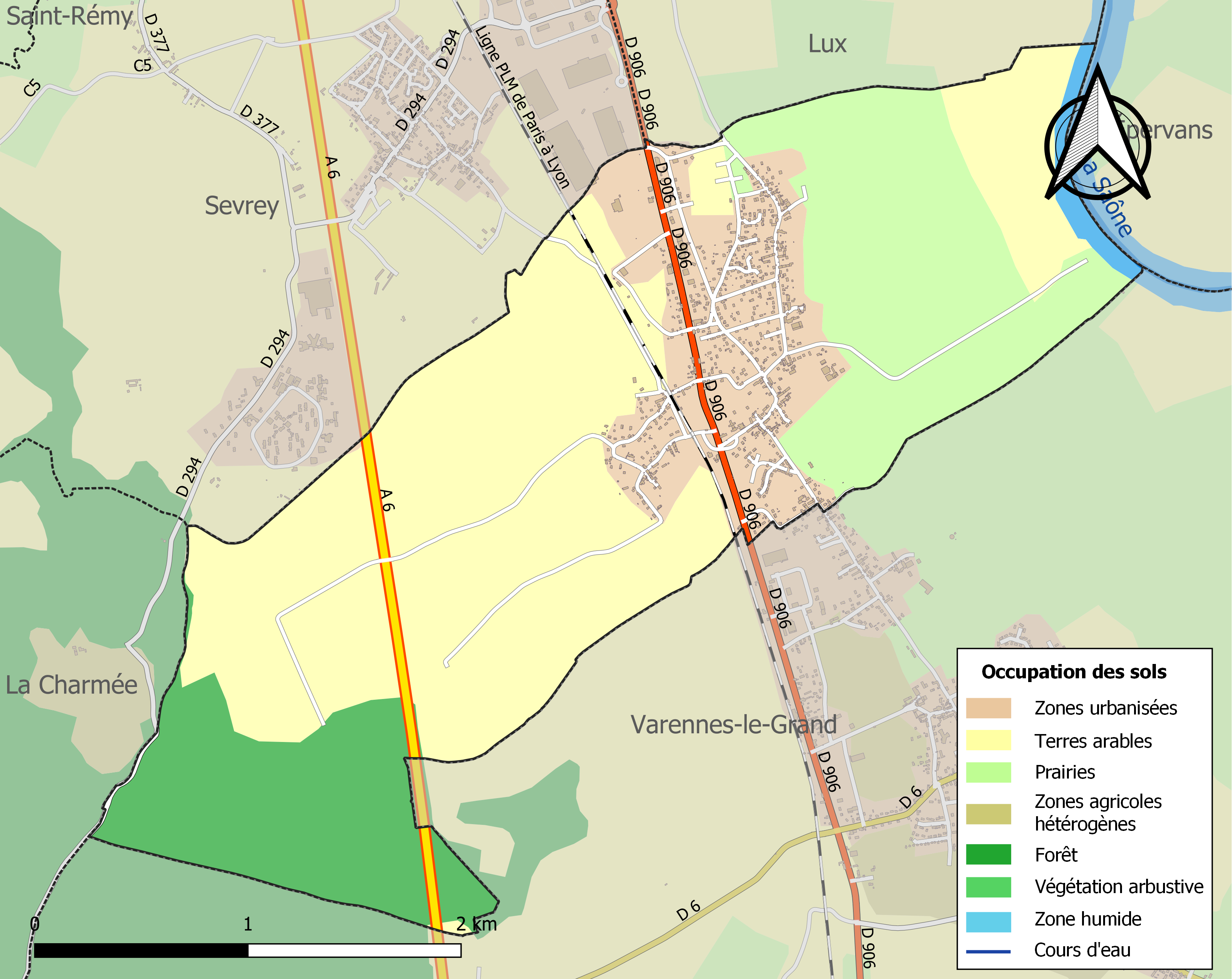
Kaart van de gemeente met de belangrijkste infrastructuur, bodemgebruik en omliggende gemeenten

## Demografie
Onderstaande figuur toont het verloop van het inwonertal (bron: INSEE-tellingen).

## Bekende inwoners
Joseph Nicéphore Niépce (1765-1833), een van de uitvinders van de fotografie, woonde en stierf in Saint-Loup-de-Varennes. Hij maakte er een van de eerste foto's, van het uitzicht uit zijn werkkamer. Aan de route nationale staat een monument ter ere van Niépce en zijn uitvinding.

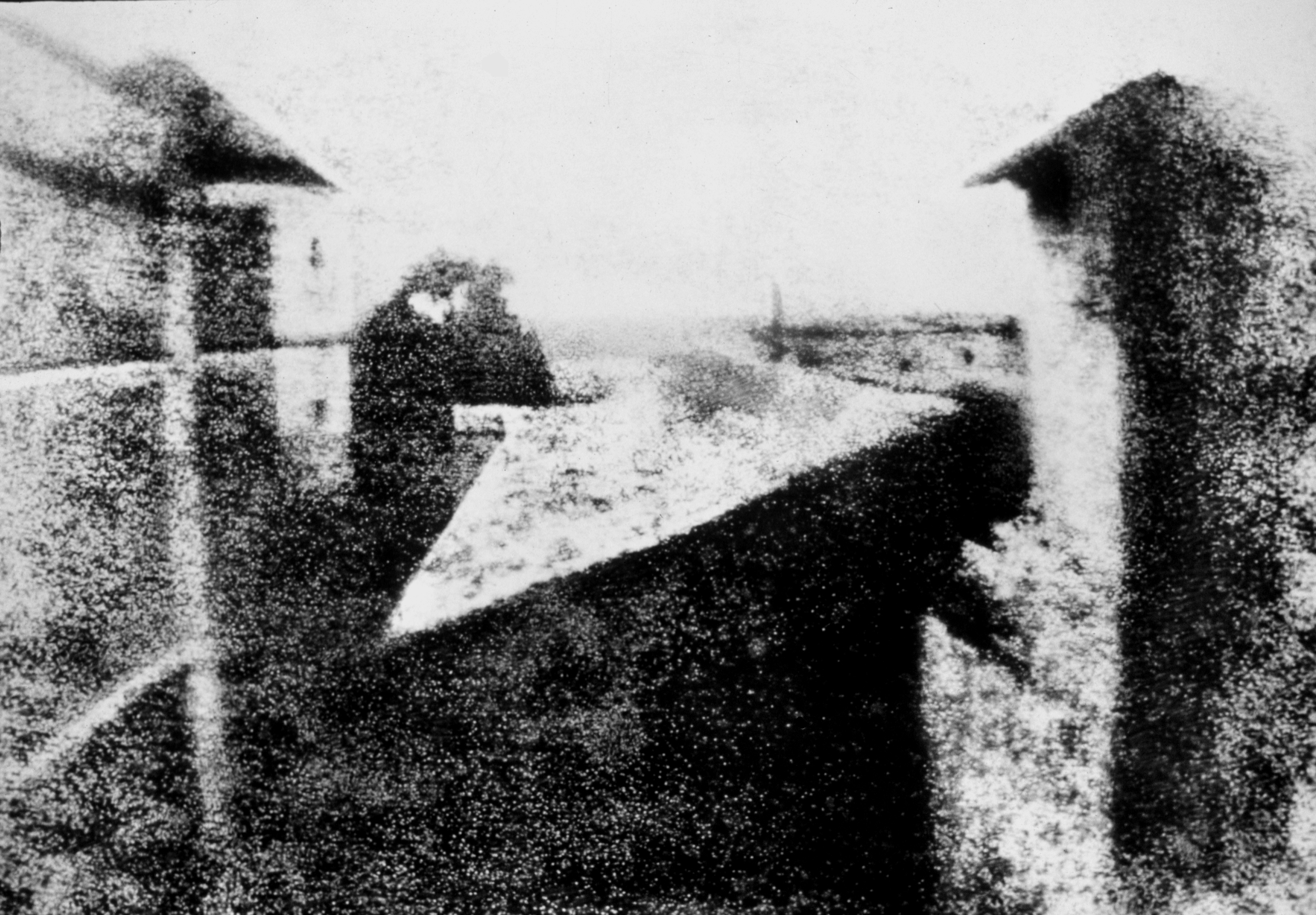
Uitzicht vanuit het raam in Le Gras, de oudst overgebleven foto door Niépce (1826)
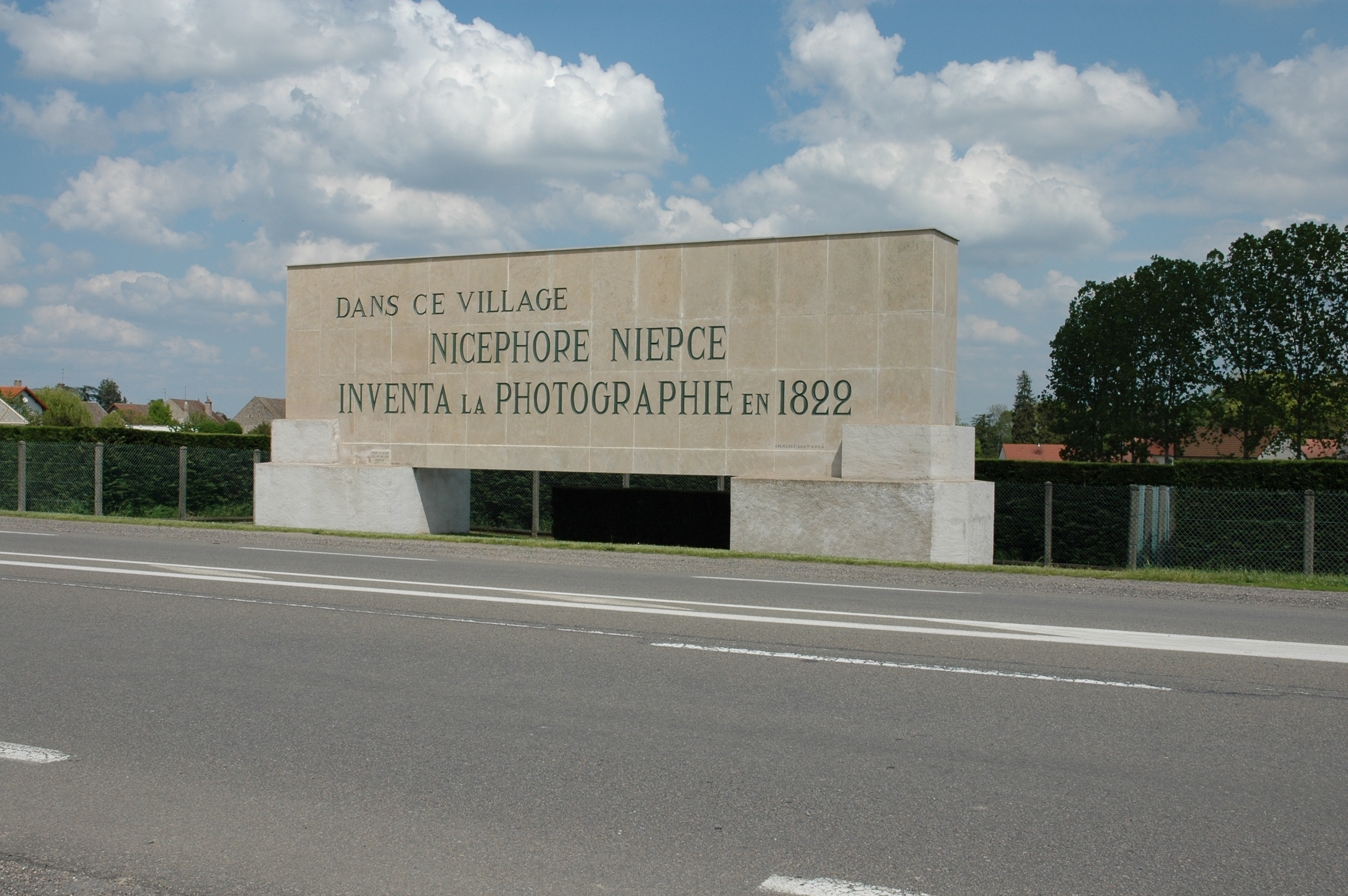
Monument voor Niépce

## Bezienswaardigheden
De kerk van Saint-Loup-de-Varennes dateert uit het eind van de 18e en het begin van de 19e eeuw. Op het kleine kerkhof, dat zich rondom de kerk bevindt, ligt Nicéphore Niépce begraven. Verder staat hier een 16e-eeuws natuurstenen kruis dat beschermd is als monument.
Er zijn nog enkele overblijfselen van het middeleeuwse kasteel van Saint-Loup. Ook beschikt het dorp over een 19e-eeuwse wasplaats.
In het woonhuis van Niépce is een museum gevestigd.